# Isa Montalbán
Isa Montalbán (bürgerlich Isabel Montalbán; * 1998 in Madrid) ist eine spanische Schauspielerin.

## Leben und Karriere
Montalbán wurde 1998 in Madrid geboren. Sie absolvierte ihre Schauspielausbildung an der Central de Cine de Madrid. Ihr Debüt gab sie 2020 in dem Kurzfilm Tótem Loba. Anschließend trat sie 2021 in dem Film Xtremo auf. Außerdem spielte sie 2022 in Reyes contra Santa mit. Im selben Jahr bekam sie in dem Netflixfilm HollyBlood die Hauptrolle. 2024 setzte sie ihre Karriere in der Serie Töchter des Schweigens fort.

## Filmografie
Filme
- 2020: Tótem Loba
- 2021: Xtremo
- 2021: Solo una vez
- 2022: Pijamas espaciales
- 2022: Jupiter Rain
- 2022: Reyes contra Santa
- 2022: HollyBlood

Serien
- 2021: El tiempo que te doy
- 2024: Töchter des Schweigens (Las largas sombras)
- 2025: Handbuch einer Anstandsdame (Manual para señoritas)